# Sharpies
Pour les articles homonymes, voir Sharp.
Les sharpies ou sharps sont les membres de bandes criminelles des banlieues australiennes, actives principalement pendant les années 1960 et 1970. Principalement implantées à Melbourne, on trouvait ces bandes dans une moindre mesure à Sydney et à Perth. Les sharpies avaient la réputation d'être violents, quoique rattachant leurs actions à une sorte de code moral.
Leur nom vient de leur manière de s'habiller, leur donnant un « air intelligent » (en anglais : sharp looking).

### Source de traduction
- (en) Cet article est partiellement ou en totalité issu de l’article de Wikipédia en anglais intitulé « Sharpies (Australian subculture) » (voir la liste des auteurs).